# Église Notre-Dame de Regnéville-sur-Mer
Pour les articles homonymes, voir Église Notre-Dame.
L'église Notre-Dame de Regnéville-sur-Mer est un édifice catholique qui se dresse sur le territoire de la commune française de Regnéville-sur-Mer, dans le département de la Manche, en région Normandie.
L'église est partiellement inscrite aux monuments historiques.

## Localisation
L'église Notre-Dame est située dans le bourg de Regnéville-sur-Mer, à 100 m au nord-est des ruines du château médiéval, dans le département français de la Manche.

## Description
L'église avec son plan rectangulaire simple date du milieu du XIIIe siècle. Le chœur a été voûté au XIXe siècle.
La tour, de la deuxième moitié du XIIIe siècle, possède une unique fenêtre ogivale sur chaque face. Elle est surmontée d'une flèche octogonale en pierre tronquée, avec quatre clochetons d'angles inspirés de ceux de Coutances.

## Protection aux monuments historiques
Le clocher est classé au titre des Monuments historiques par arrêté du 14 mai 1937.

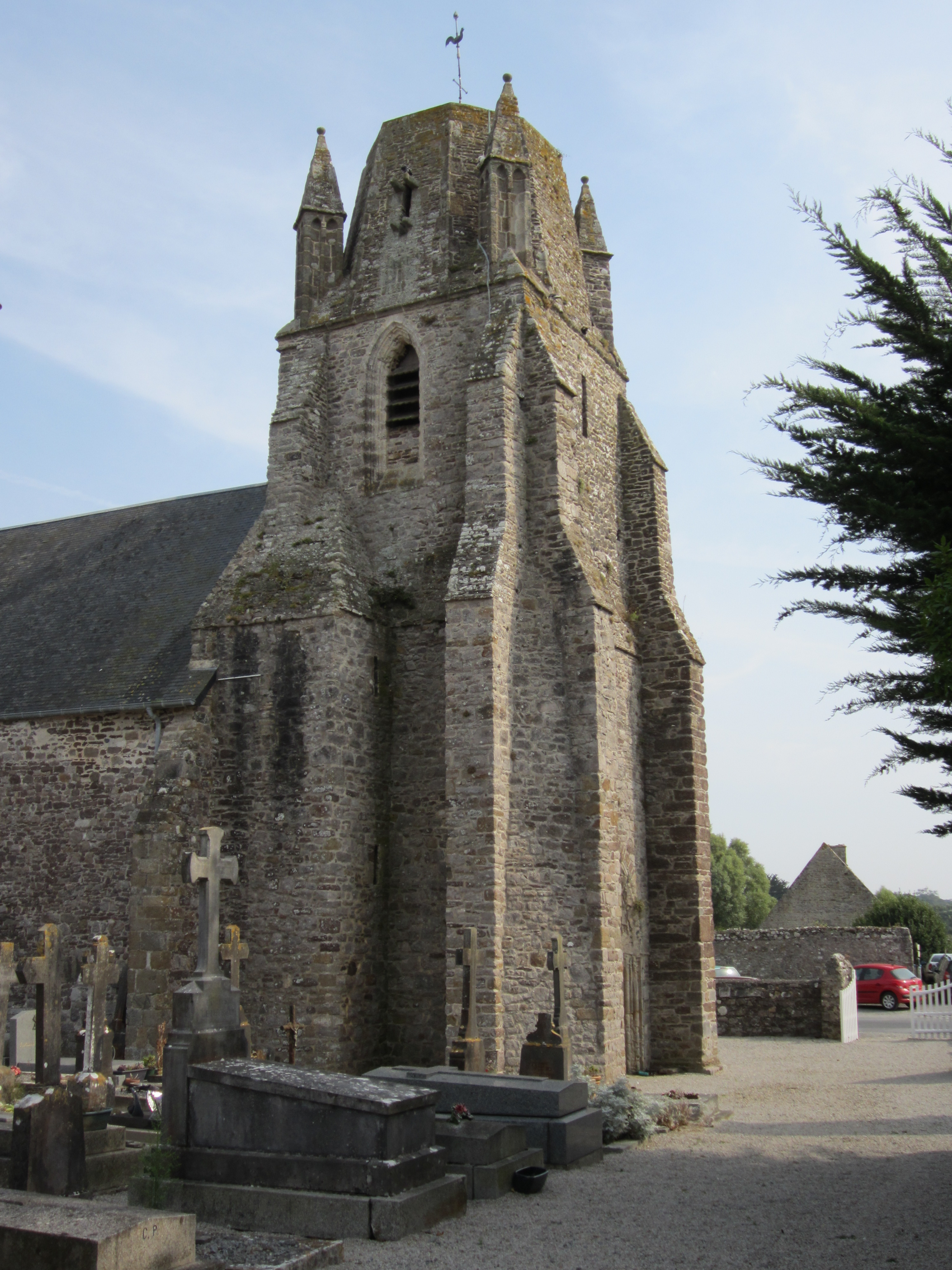
Vue nord-ouest du clocher.
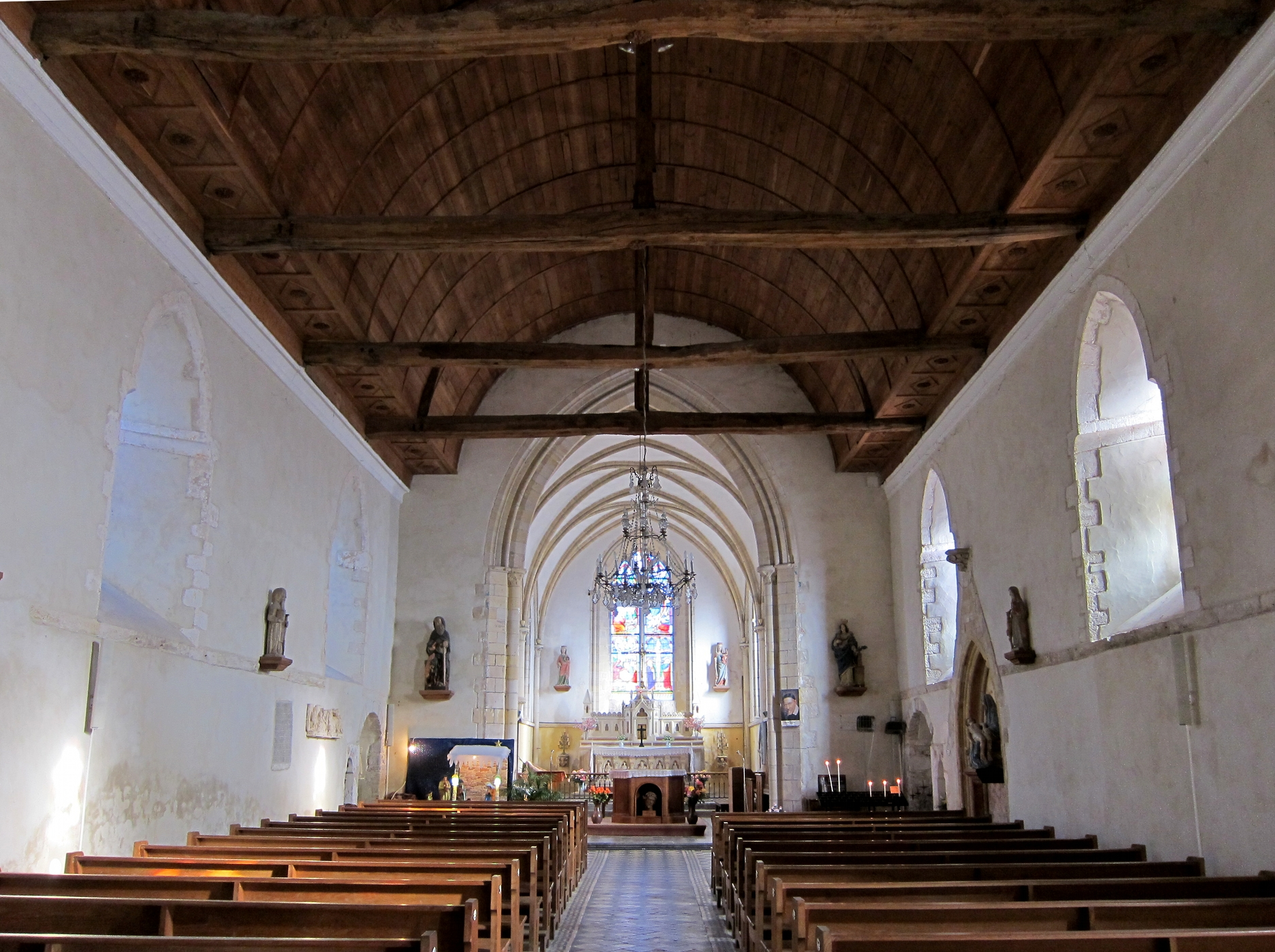
Vue intérieure.
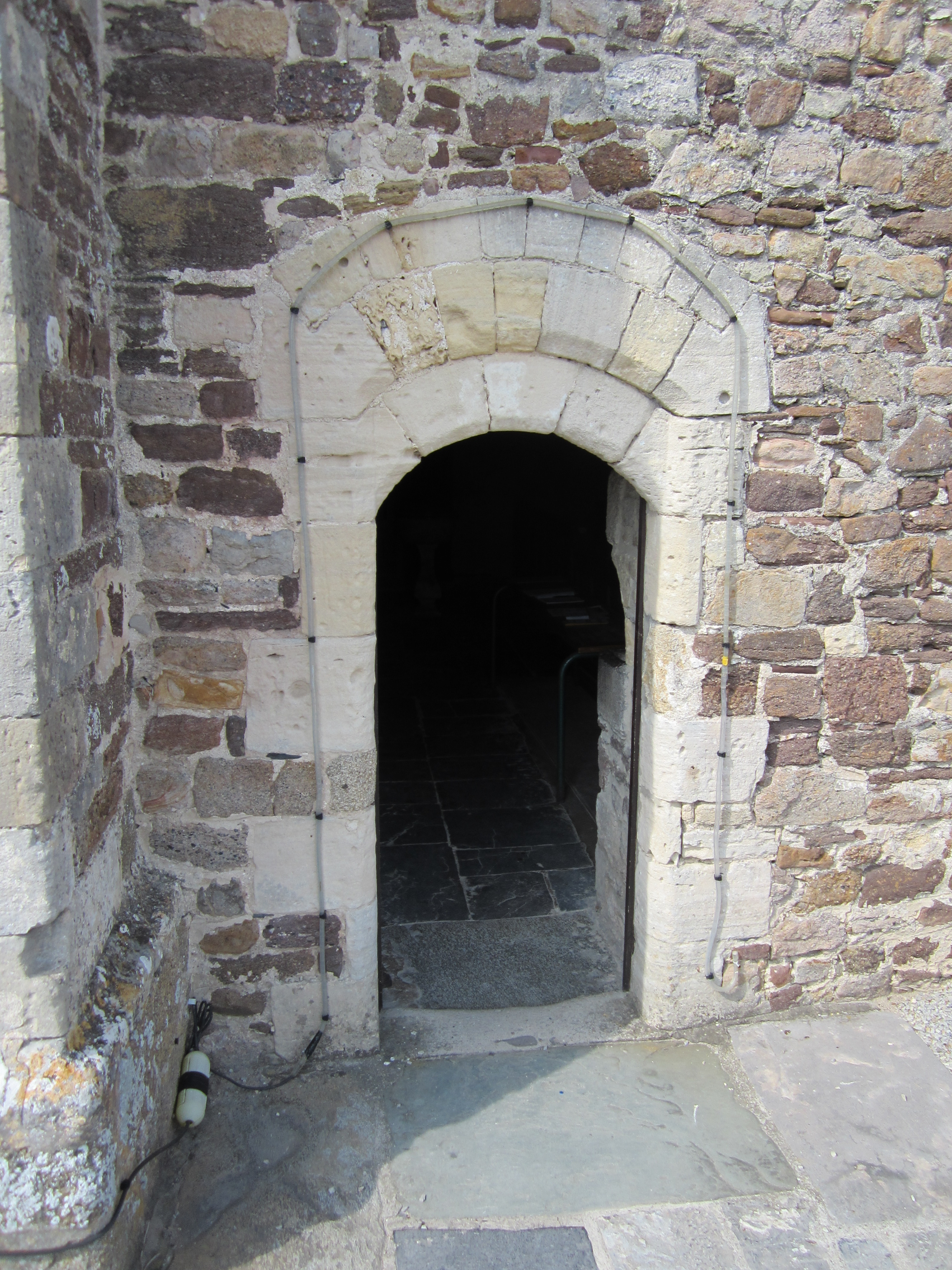
Porte méridionale.

## Mobilier
L'église abrite divers éléments classés au titre objet aux monuments historiques dont : un haut-relief de la Passion du XVe siècle et une Vierge à l'Enfant dite Vierge à la Rose du XIVe siècle.

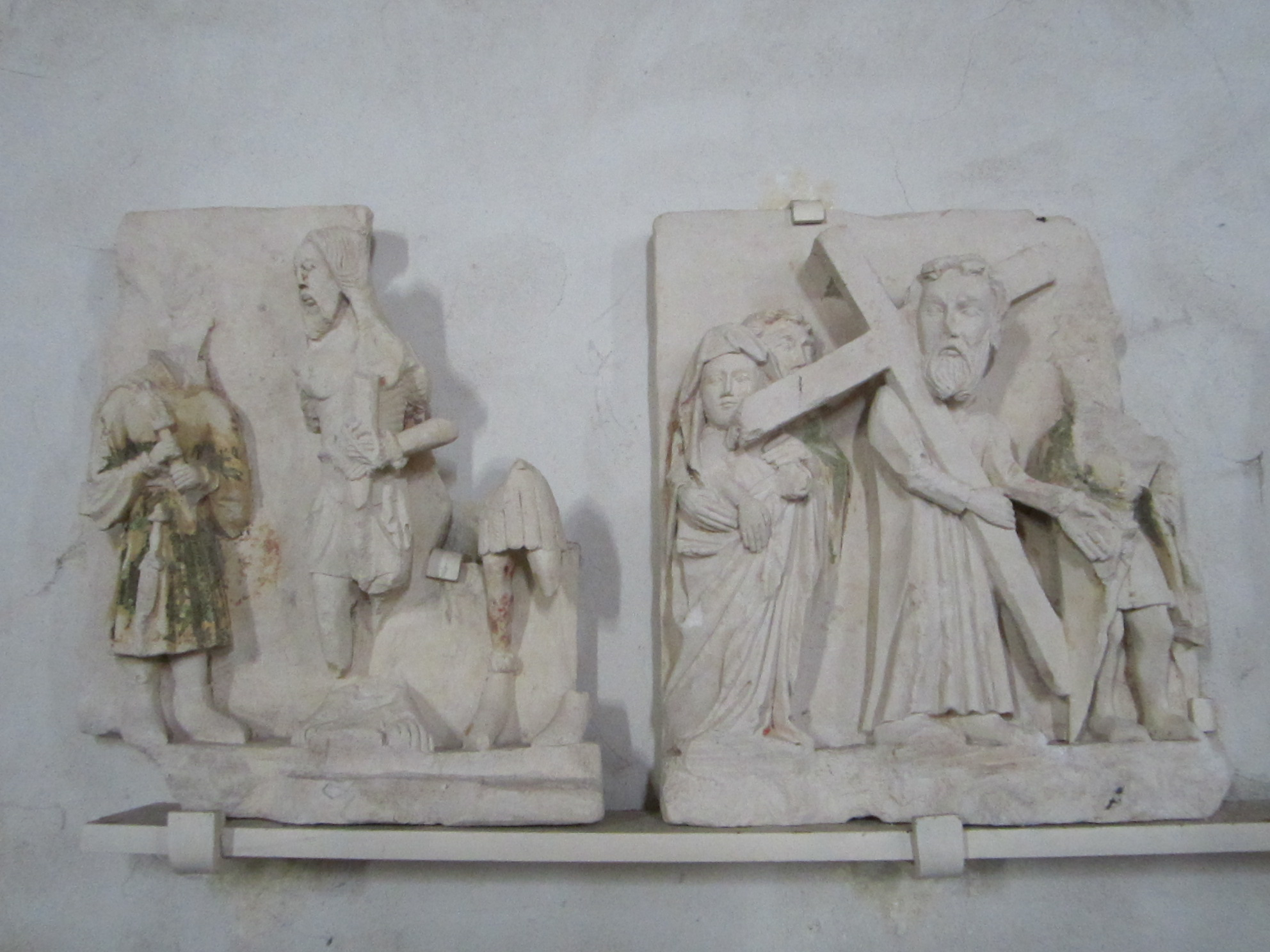
Le haut-relief de la Passion.
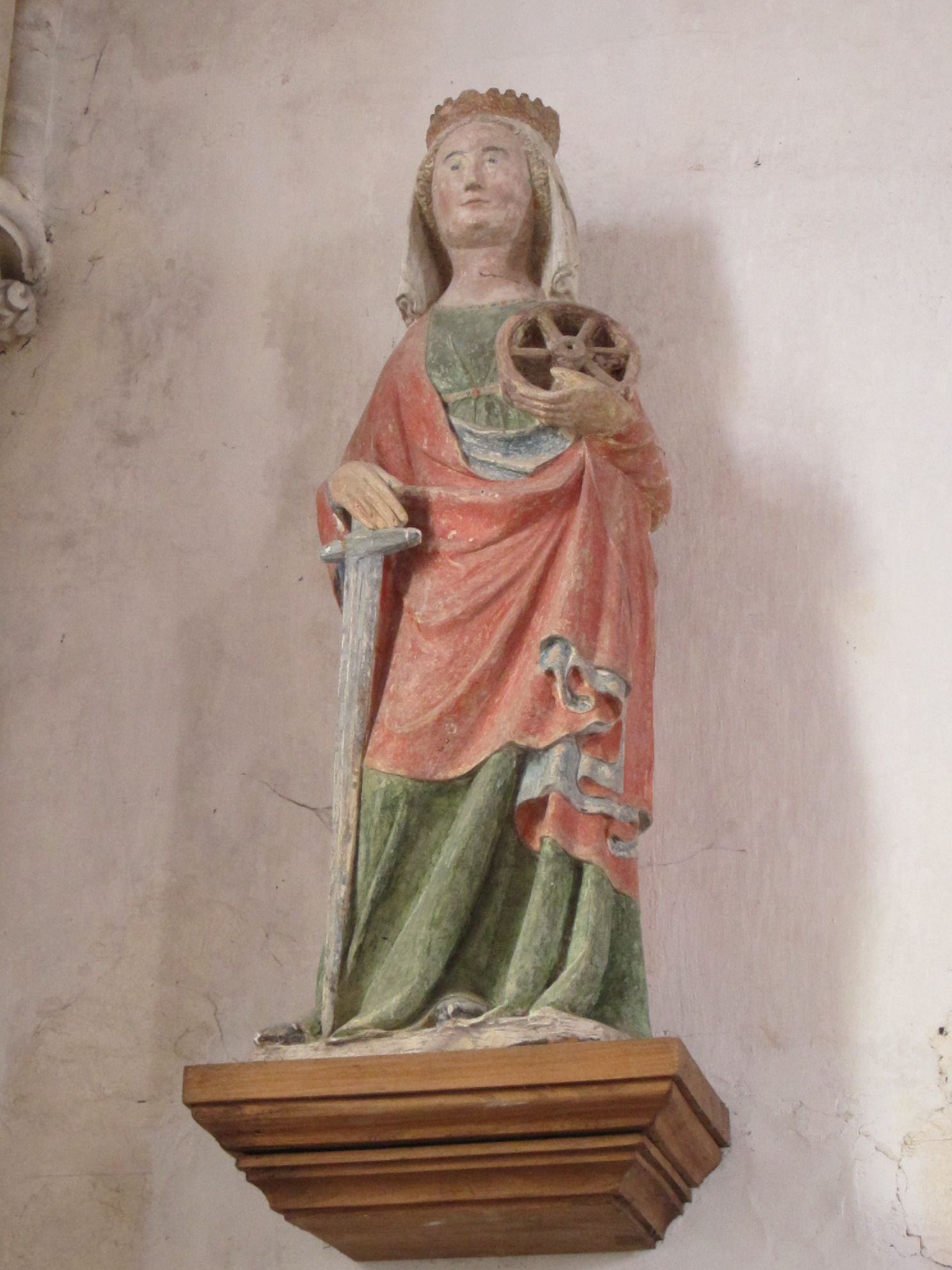
La statue de sainte Catherine.
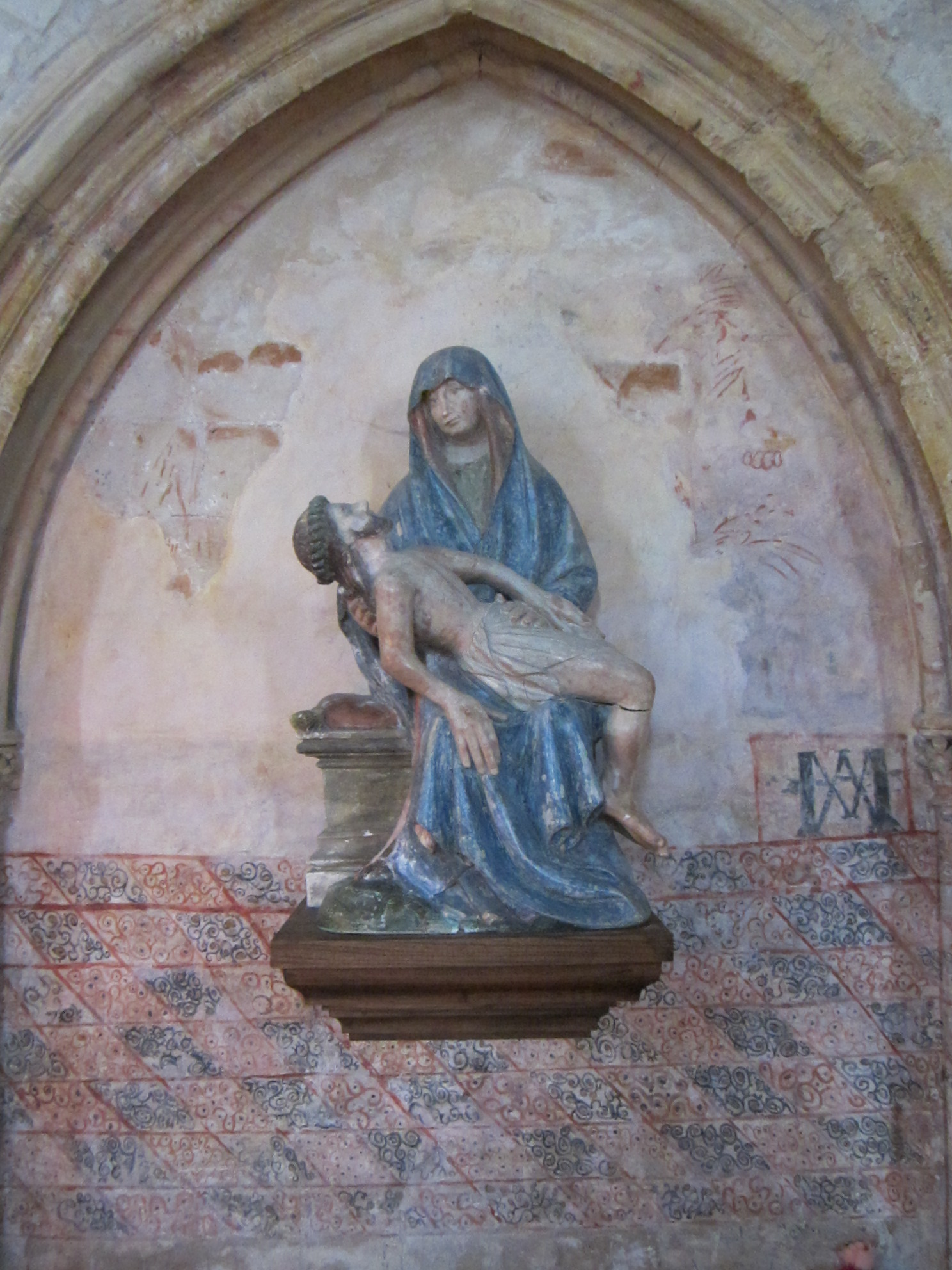
La Vierge de Pitié.
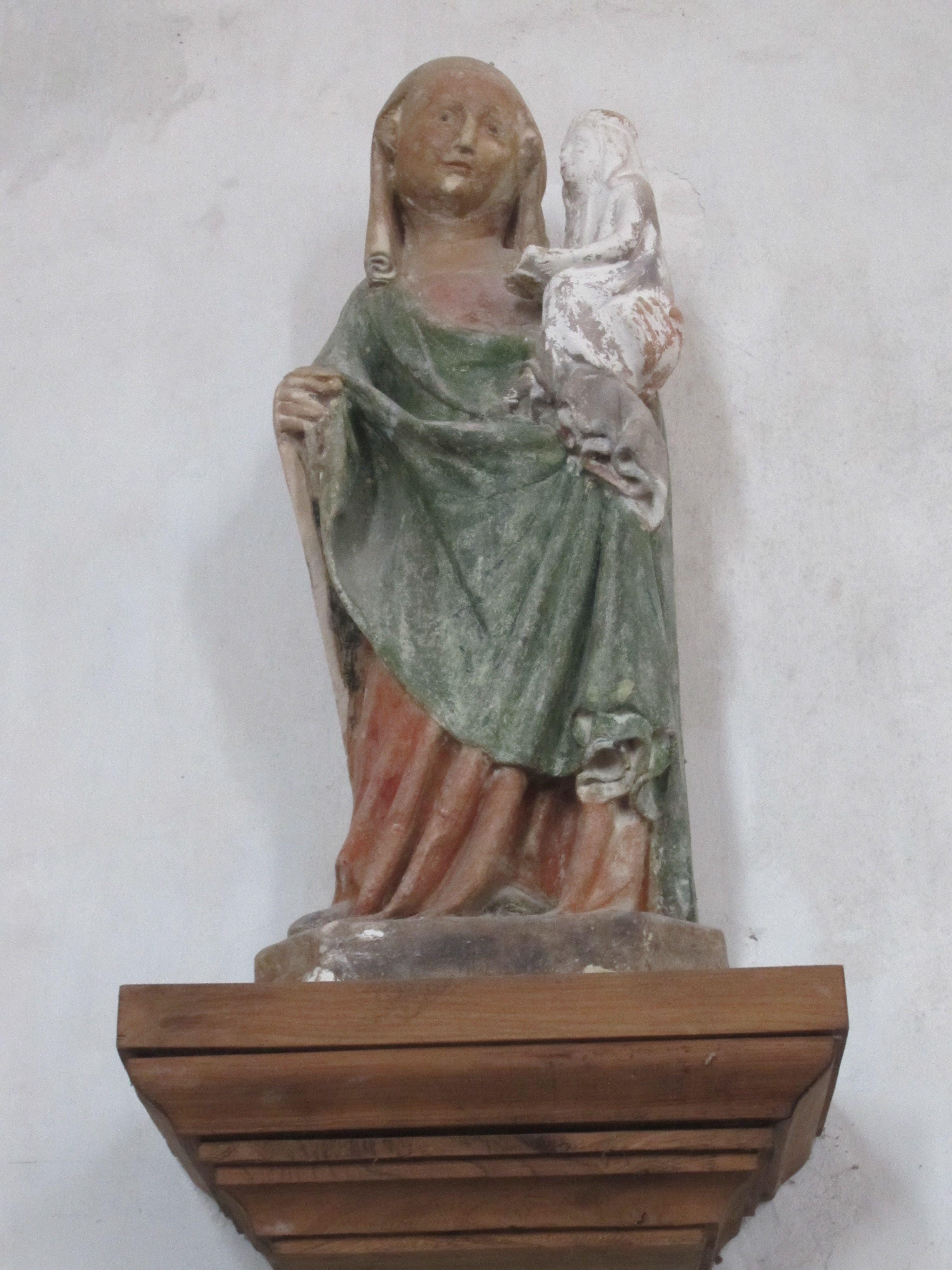
La statue de sainte Anne portant la Vierge enfant.
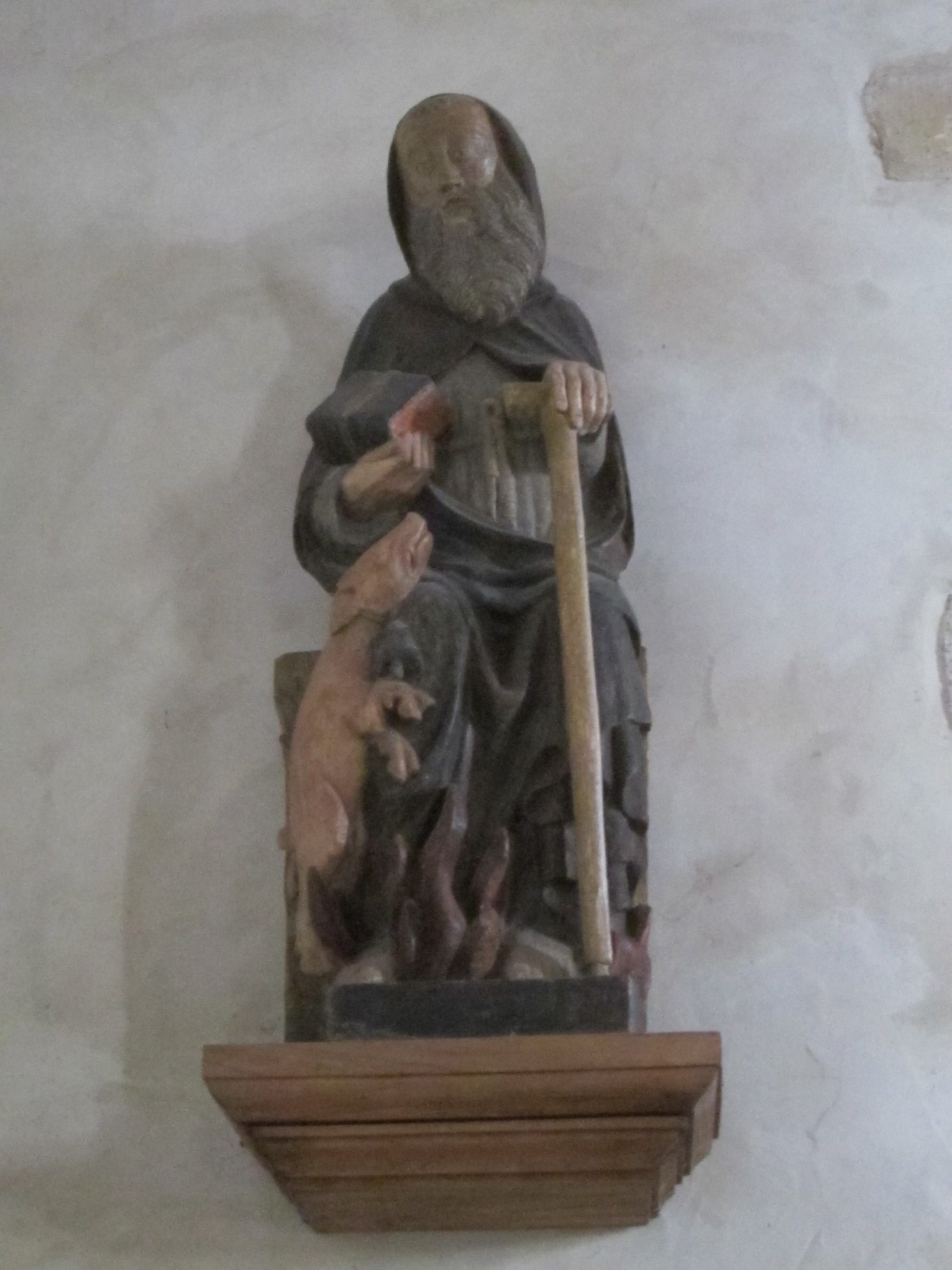
La statue de saint Antoine.
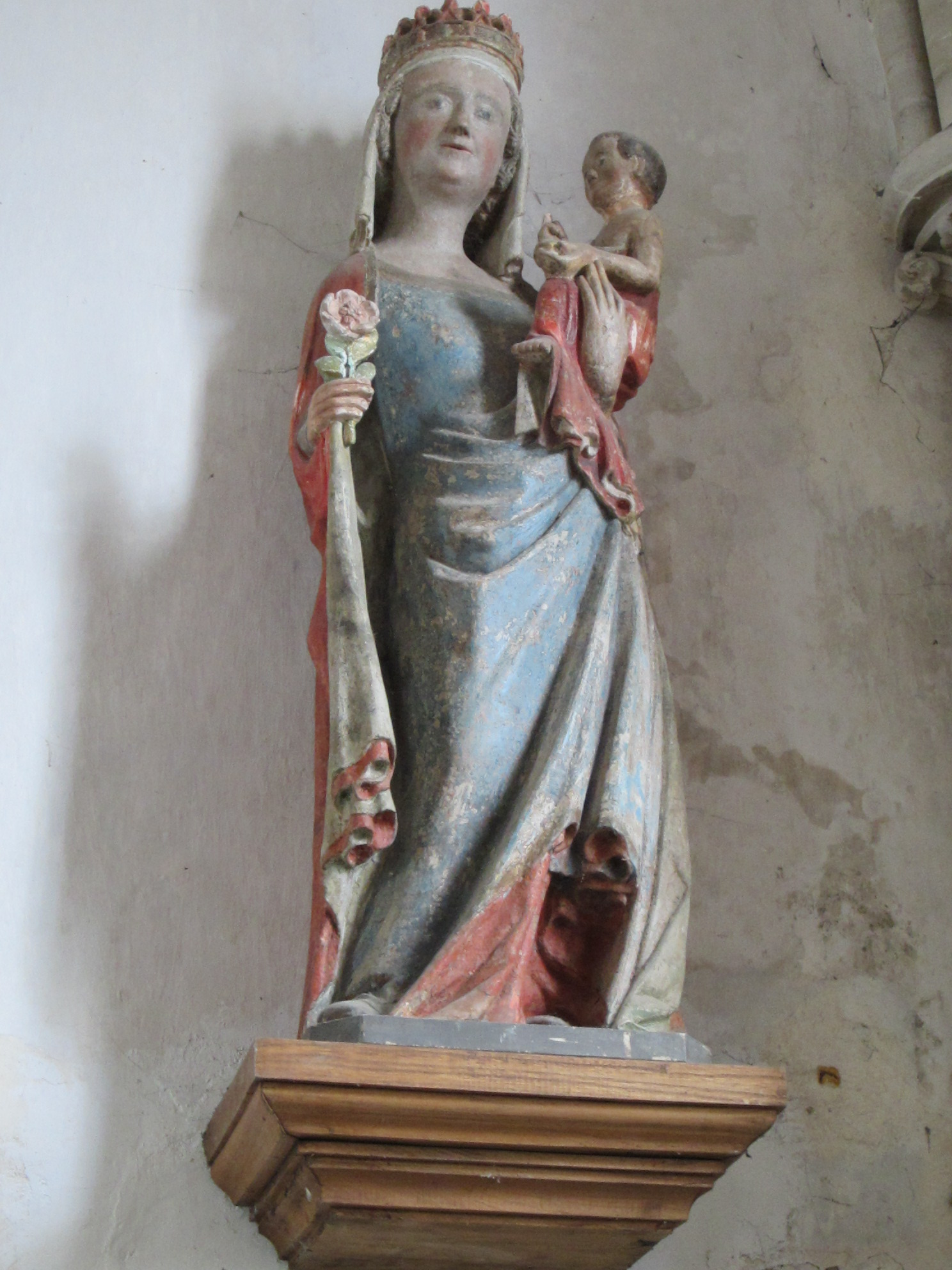
La Vierge à la rose.